# بوک‌کارانیوش
بوک‌کارانیوش (به مجاری:  Bükkaranyos) یک منطقهٔ مسکونی در مجارستان است که در ناحیه میشکولتس واقع شده‌است. بوک‌کارانیوش ۲۶٫۲۰ کیلومتر مربع مساحت و ۱٬۴۶۷ نفر جمعیت دارد.